# Ardnacrusha
Ardnacrusha är en ort i republiken Irland. Den ligger i den centrala delen av landet. Ardnacrusha ligger 36 meter över havet och antalet invånare är 1 414.
Terrängen runt Ardnacrusha är platt åt sydost, men åt nordväst är den kuperad. Trakten runt Ardnacrusha består i huvudsak av gräsmarker. Söder om orten finns en kanal.